# Datsun Sports
Der Datsun Sports – in Japan als Datsun Fairlady angeboten – war ein Roadster, der von Nissan von 1959 bis 1970 hergestellt wurde. Er stellte eine billigere Alternative zu den britischen Sportwagen von MG und Triumph dar. Nachfolger war der 240Z, der in Japan weiterhin Fairlady hieß.

## Sports 1000 S211 (1959–1960)
Der erste Datsun Sports war der S211 von 1959. Er hatte den Datsun-C-Motor, einen Reihenvierzylinder mit 988 cm³ Hubraum und einer Leistung von 37 bhp (27 kW). Es entstanden nur 20 Exemplare. Yuichi Ohta, der vorher schon den Datsun DC-3 und den Prototyp des S211, den A80X entworfen hatte, konstruierte auch diesen Wagen. Sowohl der A80X als auch der S211 hatten Karosserien aus GFK.

## Sports 1200 SPL212 (1960–1961)
Der SPL212 wurde 1960 eingeführt. Dies war der erste Datsun-Sportwagen, der in die USA exportiert wurde. Er hatte eine Stahlkarosserie und wurde in etwas höherer Stückzahl als sein Vorgänger gebaut, 288 Stück in zwei Jahren. Er besaß den Datsun-E-Motor, ebenfalls einen Reihenvierzylinder, aber mit 1,2 l Hubraum und einer Leistung von 48 bhp (35 kW). Die Motorkraft wurde über ein manuelles Vierganggetriebe an die Hinterräder weitergeleitet; die Vorderräder waren an Dreieckslenkern mit Torsionsstab aufgehängt. Es gab rundum Trommelbremsen. Dieser Wagen führte als erster den Namen „Fairlady“. Er war nach dem Broadway-Musical My Fair Lady benannt.
Diese Wagen sind sehr wertvoll. 1996 erzielte eine Reihe unrestaurierter SPL212 einen Preis von 100.000,-- US-$.

## Sports/Fairlady/SPL213 (1961–1962)
Der SPL213, der in den Modelljahren 1961 und 1962 hergestellt wurde, ähnelte seinem Vorgänger. Der Hauptunterschied bestand im Einsatz des E1-Motors mit Doppelvergaser, der 60 bhp (44 kW) leistete, ein enormer Leistungszuwachs in einem so kleinen, leichten Auto. Es wurden 217 Exemplare hergestellt.

## Sports 1500 SPL310/Fairlady 1500 SP310 (1963–1965)
Die ersten echten Sportwagen von Datsun waren der SP310 Fairlady 1500 (rechtsgelenkt) und der SPL310 (linksgelenkt). Sie hatten einen Nissan-G15-Motor mit einem SU-Einfachvergaser und einem Hubraum von 1497 cm³. Dazu gab es wieder ein manuelles Vierganggetriebe. Der Wagen war gut ausgestattet und bot ein Transistorradio, ein Hardtop, Kartenleuchten und eine Zeituhr. Die ersten SP310 hatten auch einen besonderen dritten Sitz hinter den Vordersitzen seitlich eingebaut. Die Ausführung für das Modelljahr 1964 war ähnlich, hatte aber zwei SU-Vergaser.

## Sports 1600 SPL311/Fairlady 1600 SP311 (1965–1970)
1965 gab es viele Veränderungen. Der 1,5 l-SP310 blieb bis Januar in Produktion, aber ihm wurden die neuen Modelle SP311 und SPL311 mit neuem Nissan-R16-Motor zur Seite gestellt. Der neue Fairlady 1600 hatte 14″-Räder und kleine äußerliche Änderungen. Der neue Motor leistete 96 bhp (71 kW). Der SP311 blieb bis April 1970 in Produktion.
Das Datsun Coupe 1500 hatte das gleiche Fahrgestell wie der SP311. Der Wagen mit der internen Bezeichnung CSP311 besaß den gleichen R-16-Motor mit 96 bhp (71 kW) und ein modifiziertes Fairlady-Fahrgestell. Es wurde auch als Nissan Silvia gebaut und war sogar der erste Wagen mit Nissans neuem R-Motor, einer Weiterentwicklung des G-Motors mit 1.488 cm³.

## Sports 2000 SRL311/Fairlady 2000 SR311 (1967–1970)
Die Einführung der neuen Modelle SR311 und SRL311 im Modelljahr 1967 stellte eine größere Überarbeitung dar. Die Wagen wurden vom März 1967 bis April 1970 gebaut und hatten einen Nissan-U20-Motor, ein Vierzylinder-Reihenmotor mit 1982 cm³, und ein damals für ein Serienfahrzeug unübliches manuelles Fünfganggetriebe.

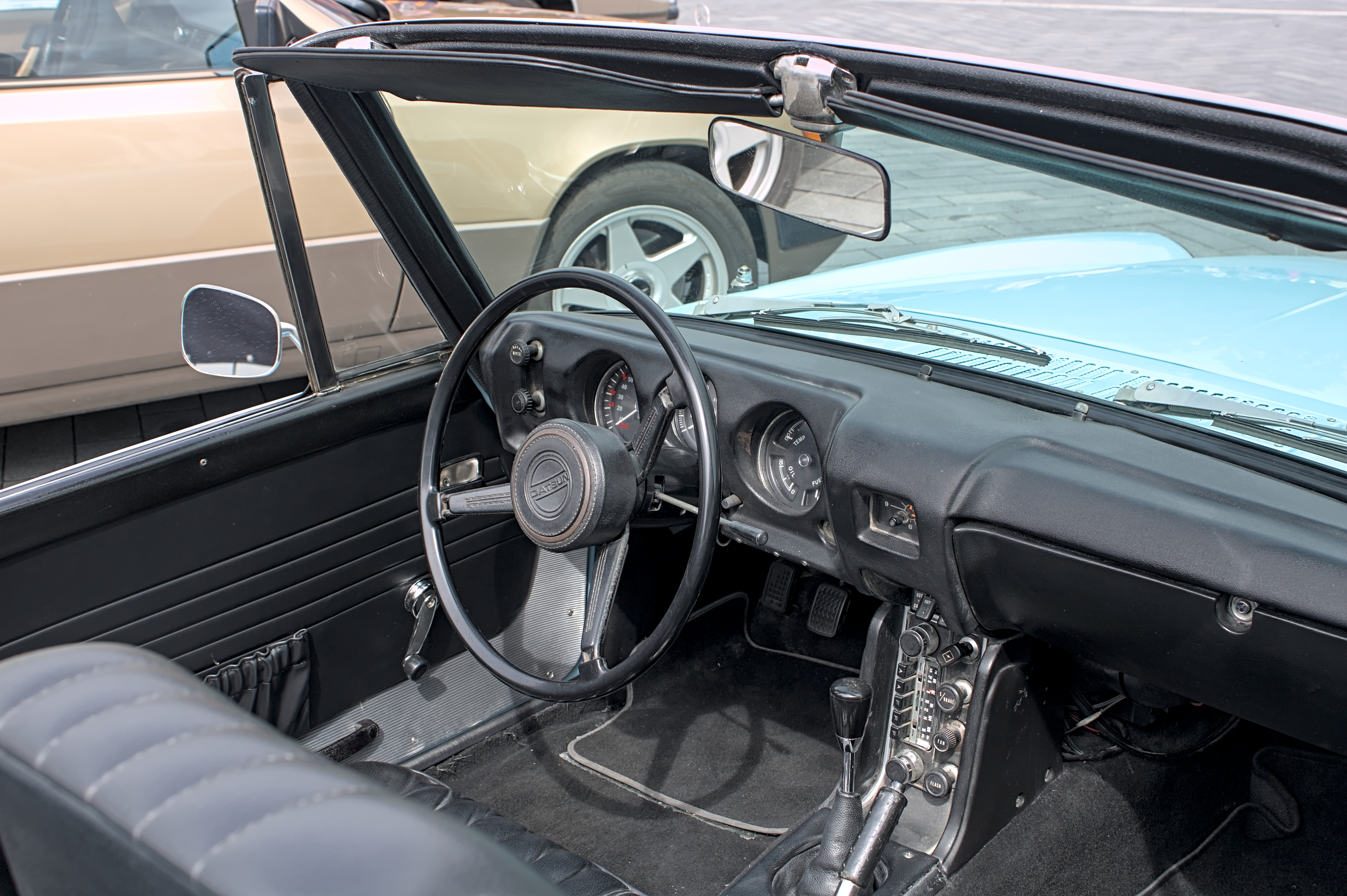
Innenraum

Die Wagen des ersten Jahrgangs sind heute am meisten gesucht, da nur zwischen 1000 und 2000 Stück gebaut wurden und sie noch nicht mit den 1968 eingeführten Veränderungen zur Verbesserung der Sicherheit und der Emissionen versehen sind. Die neue Maschine mit einzelner, oben liegender Nockenwelle (SOHC) lieferte 99 kW. Verfügbar war auch ein „Wettbewerbspaket“ mit doppelten Mikuni-/Solex-Vergasern und einer schärferen Nockenwelle, die dem Motor zu 110 kW Leistung verhalfen.
Der Datsun 2000 wurde als preisgünstiger Sportwagen gepriesen. Der Hauptgrund für seine Produktion war es, ein Datsun-Image im Rennsport aufzubauen. John Morton, Paul Newman und andere waren die Fahrer. Sein Listenpreis war der niedrigste in seiner Klasse, aber er gewann sowohl die Production-C-Klasse (mit Mikuni-Solex-Vergaser) als auch die Production-D-Klasse (mit Hitachi-SU-Vergasern) in den SCCA-Rennen auf solider Basis, selbst als die Fertigung schon eingestellt war.
Ein gut präparierter Datsun 2000 lief bis zu 193 km/h schnell und verbrauchte weniger als 7,8 l Benzin auf 100 km. Der rote Bereich des Drehzahlmessers begann bei genau 7000 min−1, was 224 km/h im vierten Gang eines Fünfganggetriebes entsprach. Sein Nachfolger war die weniger nervöse, elegantere und populärere Z-Reihe.

### 1968
1968 wurde die gesamte Baureihe überarbeitet und erhielt eine neue Karosserie mit höherer Windschutzscheibe, einem integrierten Rückspiegel, einem gepolsterten Armaturenbrett, ohne Knebelschalter und mit Türgriffen zum Anheben. Die Motoren bekamen neue Abgasreinigungssysteme und der 1600er wurde als Zusatzmodell auch nach dem eigentlichen Ende der Produktion weitergebaut.